# Борковский сельсовет (Брестская область)
Борковский сельсовет — упразднённая административная единица на территории Берёзовского района Брестской области Белоруссии.

## Состав
В состав сельсовета входил 1 агрогородок и 6 деревень:
| Населённый пункт          | СОАТО         | Координаты                      |
| ------------------------- | ------------- | ------------------------------- |
| деревня Большие Лесковичи | 1 208 809 006 | 52°19′33″ с. ш. 24°55′11″ в. д. |
| агрогородок Борки         | 1 208 809 011 | 52°21′40″ с. ш. 24°51′24″ в. д. |
| деревня Кошелёво          | 1 208 809 016 | 52°22′45″ с. ш. 24°48′30″ в. д. |
| деревня Малые Лесковичи   | 1 208 809 021 | 52°19′34″ с. ш. 24°53′40″ в. д. |
| деревня Михалки           | 1 208 809 026 | 52°22′16″ с. ш. 24°49′46″ в. д. |
| деревня Пешки             | 1 208 809 031 | 52°21′15″ с. ш. 24°52′38″ в. д. |
| деревня Черняково         | 1 208 809 036 | 52°21′02″ с. ш. 24°55′11″ в. д. |